# Sargus bigoti
Sargus bigoti är en tvåvingeart som först beskrevs av Lindner 1968.  Sargus bigoti ingår i släktet Sargus och familjen vapenflugor.
Artens utbredningsområde är Madagaskar. Inga underarter finns listade i Catalogue of Life.